# Żyli sobie Och i Ach
Żyli sobie Och i Ach (ros. Ох и Ах) – radziecki krótkometrażowy film animowany z 1975 roku w reżyserii Jurija Prytkowa. Scenariusz napisała Ludmiła Zubkowa. Optymista "Ach" i pesymista "Och" patrzą na wszystko z przeciwnych stron. Kontynuacją filmu jest Och i Ach wędrują w świat z 1977 roku.

## Obsada (głosy)
- Wiaczesław Niewinny jako narrator